# Gaoussou Koné
Gaoussou Koné, född 28 april 1944, är en friidrottare från Elfenbenskusten. Han deltog vid olympiska sommarspelen 1964, olympiska sommarspelen 1968 och olympiska sommarspelen 1972.